# Morskie przejście graniczne Darłowo
Morskie przejście graniczne Darłowo – znajduje się w Darłowie.

## Opis przejścia granicznego
Morskie przejście graniczne Darłowo formalnie zostało ustanowione w 1961 roku. Dopuszczony jest ruch osobowy i towarowy. Obsługuje przede wszystkim ruch graniczny portu morskiego Darłowo. Odprawę graniczną kolejno wykonywali żołnierze/funkcjonariusze granicznej placówki kontrolnej Darłowo, placówki Straży Granicznej w Darłowie i obecnie wykonują funkcjonariusze placówki Straży Granicznej w Kołobrzegu będącej w strukturach Morskiego Oddziału SG w Gdańsku. W porcie znajduje się terminal odpraw pasażerskich, a także oddział Urzędu Celnego w Koszalinie.
W 2008 roku odprawiono tu 2,5 tys. osób. 
W 2006 roku dokonano 2165 kontroli jednostek rybackich (statki rybackie, kutry i łodzie) oraz 73 kontroli jachtów i łodzi sportowych.